# Darius Maskoliūnas
Darius Maskoliūnas,  (nacido el 06 de enero de 1971 en Jonava, Lituania)  es un  exjugador de baloncesto lituano. Con 1.95 de estatura, su puesto natural en la cancha era el de Escolta.

## Trayectoria
- Žalgiris Kaunas (1992-1999)
- Prokom Sopot (1999-2003)
- Olimpiakos BC (2003-2004)
- Prokom Sopot (2004-2005)

## Palmarés
- Liga de Lituania: 6

Žalgiris Kaunas: 1994, 1995, 1996, 1997, 1998, 1999
- Euroliga: 1

Žalgiris Kaunas: 1999
- Recopa: 1

Žalgiris Kaunas: 1997-98
- Liga de Norte de Europa: 1

Žalgiris Kaunas: 1998-99